# 亞歷珊卓·艾爾巴金
亞歷珊卓·阿萨诺芙娜·艾爾巴金（1988年11月6日—）是一位哈萨克斯坦籍研究生、計算機程序員以及Sci-Hub的創建者。自然期刊将她列为2016年度十大科学人物之一。其事迹曾被用来与亚伦·斯沃茨相比较。

## 生平
艾爾巴金于1988年11月6日上午10時35分生于蘇聯的阿拉木圖，並由她單親母親撫養長大。用她自己的話來說，她同時具有亚美尼亚、斯拉夫和亚洲血统。
從她孩提起，她就對科學、生物學和進化論很感興趣了。她在她網志上有其詳細個人傳記。
她12歲開始編程，學會了用HTML製作網頁，後來更會用PHP、Delphi和匯編語言編寫了。
她隨後在阿斯塔納完成了大学学业。在2009年她获得了哈萨克国立科技大学的计算机科学理學士学位，专业为信息安全。在此之间她成为一名黑客。
2009年大學畢業後，她移居莫斯科，並從事信息安全工作。
其後后于2010年到德国弗莱堡大学参与一项关于脑机接口的项目，对超人文主義思想产生了兴趣。于当年参加佐治亚理工学院的夏季交流项目，她的研究主题为“神经科学与意识”。
她于2011年返回哈萨克斯坦后创建了Sci-Hub，《科学》称该网站为“可敬的利他主义抑或大型犯罪组织，取决于你是哪方”。Sci-Hub对本应付费的学术论文提供提供大量自动且免费的下载。她被出版商愛思唯爾在美国法院起诉，被判赔偿1500万美元罚金。艾爾巴金为了逃避引渡的风险，因此四处躲藏。
2019年，她获得了硕士学位，并一度被美国机构怀疑为俄国间谍。
2020年，她居住在莫斯科，和开始在俄罗斯科学院哲学研究中心攻读博士学位，专业为认识论（Theory of Knowledge)。

## Sci-Hub
2009 年，在大學攻讀文憑期間，她面臨這樣一個事實，即工作所需的科學期刊上的許多文章都是付費獲取的，這是她負擔不起的。這些文章必須繞過付費訪問系統下載。從 2011 年開始，Elbakyan 開始參與幫助參與者免費下載文章的科學論壇。但是，手動下載文章需要花費大量時間和精力。這促使她利用自己的編程經驗將流程自動化，並創建了Sci-Hub。
她聲稱，她的目標是消除科學知識在社會中的傳播障礙，並為社會縮小數字鴻溝。

### 受美國起訴
《紐約時報》將她與斯諾登相提並論，因為她也在俄羅斯逃避美國法律。

## 批評

### 俄羅斯用戶
她曾與Sci-Hub訪問者羣體發生衝突。她被指責在社交網絡上屏蔽了部分反對者用戶。
2017年11月，她解封了幾乎所有被列入黑名單的用戶（當時公佈此類用戶約佔該群訂閱者總數的3.5%）。

## 观点
埃尔巴金自称受到共产主义思想的启发，但她並未將自己歸入一貫的馬克思主義者。

## 政治觀點
她對俄羅斯自由派反對派的活動持否定態度。根據她的說法，歸功於俄羅斯自由派反對派的王朝基金，俄羅斯的科學普及被政治化了。

## 獎項和提名
2015年底，她獲得Free Knowledge Prize提名併入圍。
2016年底，她被《自然》雜誌評為科學界十大最具影響力人物。
2017年，墨西哥中部發現的新物種Idiogramma elbakyanae用了她的名字，以紀念她對科學知識普及化的貢獻。
2021年，哥倫比亞發現的新物種Amphisbaena elbakyanae用了她的名字，以紀念她對科學知識普及化的貢獻。

## 著作
- Mühl, Christian & Gürkök, Hayrettin & Plass-Oude Bos, Danny & Thurlings, Marieke & Scherffig, Lasse & Duvinage, Matthieu & Elbakyan, Alexandra & Kang, SungWook & Poel, Mannes & Heylen, Dirk. Bacteria Hunt - Evaluating multi-paradigm BCI interaction (en) // Journal on Multimodal User Interfaces. — 2010. — No. 4. — doi:10.1007/s12193-010-0046-0.
- Mühl, Christian & Gürkök, Hayrettin & Plass-Oude Bos, Danny & Thurlings, Marieke & Scherffig, Lasse & Duvinage, Matthieu & Elbakyan, Alexandra & Kang, S & Poel, Mannes & Heylen, D.K.J. Bacteria Hunt: A multimodal, multiparadigm BCI game (en) // Workshop report for the enterface workshop in Genova. — 2009.
- Elbakyan, Alexandra. Consciousness in mixed systems: merging artificial and biological minds via Brain-Machine Interface // [Conference Poster] (In Press). — 2010.
- John Bohannon, Alexandra Elbakyan. Data from: Who's downloading pirated papers? Everyone (en). — 2016-04-28. — doi:10.5061/dryad.q447c.
- Alexandra Elbakyan. . UNT Open Access Symposium, Denton, TX. 2016-05-20  [2019-02-27]. （原始内容存档于2021-12-26） （英语）.
- Alexandra Elbakyan. Sci-Hub 2017 downloads: additional rows for "10.1016/j" DOIs // Zenodo. — 2018-05-17.

## 另見
- Peter Sunde（英语：Peter Sunde）
- Lib-Gen